# سیارک ۴۹۴۴۸
سیارک ۴۹۴۴۸ (به انگلیسی: 49448 Macocha، نامگذاری:1998YJ12) چهل و نه هزار و چهارصد و چهل و هشتمین سیارک کشف شده‌است که در ۲۱ دسامبر ۱۹۹۸ کشف شد.